# Brooke Bundy
Brooke Bundy (ur. 8 sierpnia 1944 w Nowym Jorku) – amerykańska aktorka filmowa i telewizyjna.

## Życiorys
Karierę rozpoczęła w 1959 roku. Współpracowała z takimi gwiazdami jak, m.in.: Henry Fonda, James Stewart, Ethan Hawke, River Phoenix czy Lance Henriksen. Wystąpiła w filmach Szeryf z Firecreek (Firecreek, 1984), The Man in the Santa Claus Suit (1979) i Szkoła przeżycia (Survival Quest, 1989), w głównej roli w komedii The Gay Deceivers (1969), w serialach Star Trek: Następne pokolenie (Star Trek: The Next Generation), Mission: Impossible i Dragnet, jednak najbardziej kojarzona jest z rolą Elaine Parker, matki nastoletniej Kristen, prześladowanej przez demona Freddy’ego Kruegera, w horrorach Koszmar z ulicy Wiązów III: Wojownicy snów (A Nightmare on Elm Street 3: Dream Warriors, 1987) oraz Koszmar z ulicy Wiązów IV: Władca snów (A Nightmare on Elm Street 4: The Dream Master, 1988). W operze mydlanej Dni naszego życia (Days of our Lives) występowała w latach 1975–1977 jako Rebecca North. Wystąpiła w serialu Prawo Burke’a (1965).
W latach sześćdziesiątych wyszła za mąż za Petera Helma. Z tego związku ma córkę, Tiffany Helm, która także jest aktorką. Obecnie Bundy pracuje jako nauczycielka aktorstwa oraz manager. Z kariery w show-biznesie zrezygnowała w roku 1991.